# Чарын (река)
Чарын (или Шарын, в среднем течении — Кеген, в верховьях — Шалкудысу; каз. Шарын) — река в Алматинской области Казахстана. Располагается в Чарынском ущелье, в котором находится Чарынский каньон.
В долине среднего течения находится два могильника Мойынтогай.

## Описание
Длина реки — 427 километров, площадь водосборного бассейна — 7720 км². На реке построена Мойнакская ГЭС, образующая Бестюбинское водохранилище.
Чарын — крупный левый приток реки Или — начинается на южном склоне восточной части хребта Кетмень под наименованиями Шалкудысу и Кеген. Пройдя обширную долину, разделяющую Кетмень и плато Ушхасан, Кеген выходит на обширную высоко поднятую межгорную равнину и образует здесь обширные болота — «разливы». Ниже впадения крупного левого притока Каркара, Кеген вступает в узкую долину — каньон Актогай и течёт дальше под названием Чарын. Последний, пройдя два каньона Куртогай и Сарытогай, выходит в Илийскую долину, образуя дельту. Здесь река называется Таскарасу.
Главные притоки — Каркара (правый) и Темирлик (левый).
Питание реки в основном снегово-ледниковое. Половодья и паводки в реке продолжаются с апреля по июнь. Уровни воды и расходы весьма неравномерны по сезонам года — расходы воды в мае и июне превышают осенние и зимние в четыре-пять раз.
Река используется для целей орошения и для лесосплава, также имеет гидроэнергетическое значение.